# Student of the Year
Student of the Year ist eine romantische Komödie aus dem Jahr 2012, in dem Karan Johar Regie führte. Alia Bhatt, Varun Dhawan und Sidharth Malhotra gaben ihre Schauspieldebüts mit diesem Film. Der Film wurde unter Shah Rukh Khans Firma Red Chillies Entertainment und Karan Johars Dharma Production produziert.

## Handlung
Dean Yogindra Vashist war 25 Jahre lang Direktor am College St. Teresa und liegt nun schwerkrank im Krankenhaus. Seine ehemaligen Schüler Kaizaad „Sudo“ Sodabottleopenerwala, Tanya Israni, Jeet Khurana und Shruti Pathak besuchen ihn. Sie erzählen über Rohan Nanda, Shanaya und Abhimanyu „Abhi“ Singh, die damals in ihrem Jahrgang waren. Eine Rückblende startet.
Der arrogante populäre Schüler Rohan ist der Sohn des wohlhabenden Geschäftsmannes Ashok Nanda. Sein Traum ist es Sänger zu werden. Rohan und die oberflächliche reiche Shanaya Singhania sind seit sechs Jahren ein Pärchen und besuchen zusammen dasselbe College. Der rebellische Neuankömmling Abhimanyu „Abhi“ Singh, der aus einer bürgerlichen Familie stammt, hat ein Stipendium und will Großes erreichen. Er legt sich mit dem temperamentvollen Rohan an und es kommt zu Auseinandersetzungen.
Jedes Jahr wird der Student des Jahres mit einer Trophäe belohnt und wird in Zukunft wird gefördert. Rohan möchte gewinnen, weil er seinEN Vater beeindruckenden will, der von ihm nichts hält. Abhi ist ein Waisenkind und lebt bei seiner Oma und Tante. Er möchte gewinnen, um eine gute Karriere machen zu können.
Die Rivalität zwischen den beiden Jungs wird unerwartet zu Freundschaft. Rohan stellt seinen Freund Abhi seinem Vater vor. Abhi sagt Rohans Vater, dass er so sein möchte wie er, was Herrn Ashok Nanda sehr beeindruckt. Er sagt, dass Abhi mehr sein Sohn sei, als sein eigener Sohn, der seiner Meinung nach absurde Ziele verfolge.
Tanya möchte die Beziehung zwischen Rohan und Shanaya zerstören, damit sie Rohan nur für sich hat. Sie umwirbt ihn bei jeder Gelegenheit. Shanaya bemerkt das und konfrontiert Rohan. Er sagt nur, dass sie ihm Freiraum lassen solle. Abhi, der das alles beobachtet, tröstet die traurige Shanaya. Er rät ihr, Rohan eifersüchtig zu machen. Shanaya hört auf seinen Rat und macht sich vor Rohans Augen an Abhi ran. Rohan wird eifersüchtig und fragt Abhi, ob er etwas von ihr wolle. Er erwidert, dass Shanaya nicht sein Typ sei. Aber Abhi verliebte sich in sie, als sie versuchte Rohan eifersüchtig zu machen.
Allmählich hat Abhi seine Gefühle im Griff und hält Abstand zu Shanaya, als sie herausfindet, dass er sie liebt. Sie versucht mit ihm zu reden, aber er weist sie nur ab. Rohan, Abhi und Shanaya kommen in die engere Wahl für den Gewinner der Trophäe.
Sie werden in zwei Gruppen unterteilt und müssen anhand der gegebenen Tipps Rätsel lösen. Shanayas und Abhis Team gewinnt mit einem kleinen Vorsprung. Rohan lädt sich selbst zu Abhi ein, um seinen Sieg zu feiern. Plötzlich hat Abhis Großmutter ein Herzinfarkt und muss ins Krankenhaus. Shanaya besucht Abhi und seine Großmutter täglich im Krankenhaus mit Blumen. Das bringt die beiden näher. Abhis Großmutter stirbt und Abhi meidet anschließend jeglichen Kontakt, auch mit Shanaya. Shanaya möchte ihn aufmuntern und besucht ihn in seinem Zimmer. Es kommt zu einem Kuss, den Rohan sieht. Rohan ist außer sich vor Wut und möchte die Trophäe nun unbedingt gewinnen. Shanaya fühlt sich verletzt, weil sie ein Preis zu sein scheint und man sich nicht um ihre Gefühle kümmert. Verwirrt geht sie zu ihrer Freundin Shruti, die ihr ratet aufzugeben, nach dem Shanaya ihr gesagt hat, dass sie nicht weiß, mit wem sie nun zum Ball gehen soll. Es kommt zu einem Streit zwischen den beiden, denn Shruti möchte ihre Chancen erhöhen, die Trophäe zu gewinnen. Die nächste Prüfung steht bevor. Die übrig gebliebenen Kandidaten müssen auf einem Ball zeigen, wie gut sie tanzen können.
Shanaya geht zusammen mit Jeet zum Ball, Rohan mit Tanya und Abhi mit Shruti. Rohan bemerkt, dass Shanaya Abhi liebt, aber ihre Gefühle nicht offenbaren kann, weil zwischen den drein eine Spannung herrscht. Die letzte Prüfung steht bevor. Die Finalisten müssen zeigen wie sportlich sie sind bei einem Triathlon. Rohan gewinnt im Finale, knapp hinter ihm Abhi. Dean überreicht Rohan die Trophäe bei der Verleihung, aber er lehnt ab. Der betrunkene Sudo erzählt, wie dämlich so ein Wettbewerb sei, er zerstöre nur Freundschaften.
10 Jahre später ist zu sehen, dass Shanaya und Abhi glücklich verheiratet sind und Abhi ein wichtiger Geschäftsmann ist. Rohan hat sich seinen Traum als Rockstar erfüllt und ist auf einer erfolgreichen Tour unterwegs. Abhi stellt Rohan zu Rede und möchte wissen, warum er die Trophäe abgelehnt hat, denn so hat Abhi, der als zweiter durchs Ziel gelaufen ist gewonnen. Rohan wusste, dass Abhi absichtlich verloren, aber er konnte sich nicht erklären, warum. Die beiden raufen sich, bis Abhi den Grund verrät. Damals kurz vor dem Ziel, sah Abhi, dass Rohans Vater glücklich war, als Abhi in Führung war. Abhi wollte zwar wie Herr Ashok Nanda werden, aber ein schlechter Vater wollte er nicht werden. Somit verlor er mit Absicht. Zum Schluss wiederholen die beiden den letzten Sprint freundschaftlich.

## Musik
Die Musik hat Vishal-Shekhar komponiert und die Lyrik stammt von Anvita Dutt Guptan.
| # | Titel              | Sänger                                                          | Länge |
| - | ------------------ | --------------------------------------------------------------- | ----- |
| 1 | Disco Deewane      | Benny Dayal, Nazia Hassan, Sunidhi Chauhan                      | 05:42 |
| 2 | Ishq Wala Love     | Shekhar Ravjiani, Salim Merchant, Neeti Mohan                   | 04:18 |
| 3 | Radha              | Shreya Ghoshal, Udit Narayan, Vishal Dadlani & Shekhar Ravjiani | 05:41 |
| 4 | Ratta Maar         | Vishal Dadlani, Shefali Alvares                                 | 03:30 |
| 5 | Kukkad             | Shahid Mallya, Nisha Mascarenhas                                | 04:22 |
| 6 | Vele               | Shekhar Ravjiani, Vishal Dadlani                                | 03:50 |
| 7 | Mashup of the Year | Various artists, DJ Kiran Kamath                                | 03:02 |

## Kritiken
„[…]Die Story ist kaum der Rede Wert: Eine von Klischees und vorhersehbaren Situationen nur so triefende Schülergeschichte mit eher unnützer Rahmenhandlung und einigen fragwürdigen Figurenentscheidungen. Auch die Inszenierung stemmt nichts Gewaltiges, wir bekommen eine solide Bildsprache, zu lasche Montage, die das Ganze viel zu lang werden lässt, naturalistische Ausstattung und gefällige Songs, die nicht lange im Gehörgang verweilen, aber immerhin die schläfrigen Knochen immer mal wieder kurz aufwecken.
Nein, was hier das Spannendste sein dürfte, ist die Besetzung, und wie sie eingesetzt wird. Die drei Schlüsselfiguren sind alles Newcomer - Siddharth Malhotra, Varun Dhawan und Alia Bhatt. Letztere ist die Tochter von Produzent Mahesh Bhatt, Dhawan der Spross von Comedyregisseur David Dhawan. Beide schlagen sich nicht so schlecht, Bhatt wirkt ein wenig farblos für das angeblich hübscheste Girl der Schule, während Dhawan die wohl interessanteste Charakterentwicklung hat, schliesslich spielt er zwar einen Angeber und Platzhirsch, der daheim aber vom Vater wie ein Nichtsnutz behandelt wird. Das offenbart ein paar Facetten in seiner Figur, die andere nicht vorweisen können.[…]“

## Auszeichnungen

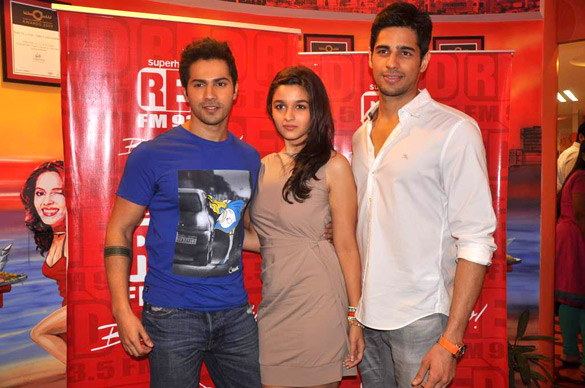
Varun Dhawan, Alia Bhatt und Sidharth Malhotra

### Apsara Film Producers Guild Awards 2013
- Spezieller Award (Karan Johar)

### South Africa India Film and Television Awards 2013
- Bester männlicher Debütdarsteller (Sidharth Malhotra)

### Stardust Awards 2013
- Bester Durchbruch in einer Performance (Sidharth Malhotra)
- Traumregisseur (Karan Johar)

### Zee Cine Awards 2013
- Bestes Musikstück des Jahres für das Lied Radha (Anvita Dutt, Vishal Dadlani, Shekhar Ravjiani, Udit Narayan und Shreya Ghoshal)